# Gunilla Herolf
Gunilla Margareta Herolf, ogift Olsson, född 29 december 1945 i Mora församling i Kopparbergs län, är en svensk statsvetare.

## Biografi
Herolf avlade filosofie kandidatexamen vid Stockholms universitet 1970 och var därefter anställd vid IBM från 1970. Hon arbetade vid Stockholms internationella fredsforskningsinstitut (SIPRI) 1979–1986, vid Utrikespolitiska institutet 1988–2007 och åter vid SIPRI 2007–2012. År 2004 avlade hon filosofie doktorsexamen i statsvetenskap vid Stockholms universitet med avhandlingen France, Germany and the United Kingdom. Cooperation in times of turbulence. Hon är ledamot av styrelsen för Trans European Policy Studies Association (TEPSA) från 2000. Sedan 2013 är Herolf också ledamot och senare ordförande för forskarrådet vid Ålands fredsinstitut.
Gunilla Herolf invaldes 2000 som ledamot av Kungliga Krigsvetenskapsakademien. Hon var akademiens andre styresman 2010–2014.